# Cousso
Cousso és una freguesia portuguesa del concelho de Melgaço, amb 7,14 km² de superfície i 361 habitants (2001). La seva densitat de població és de 50,6 hab/km².

## Galeria

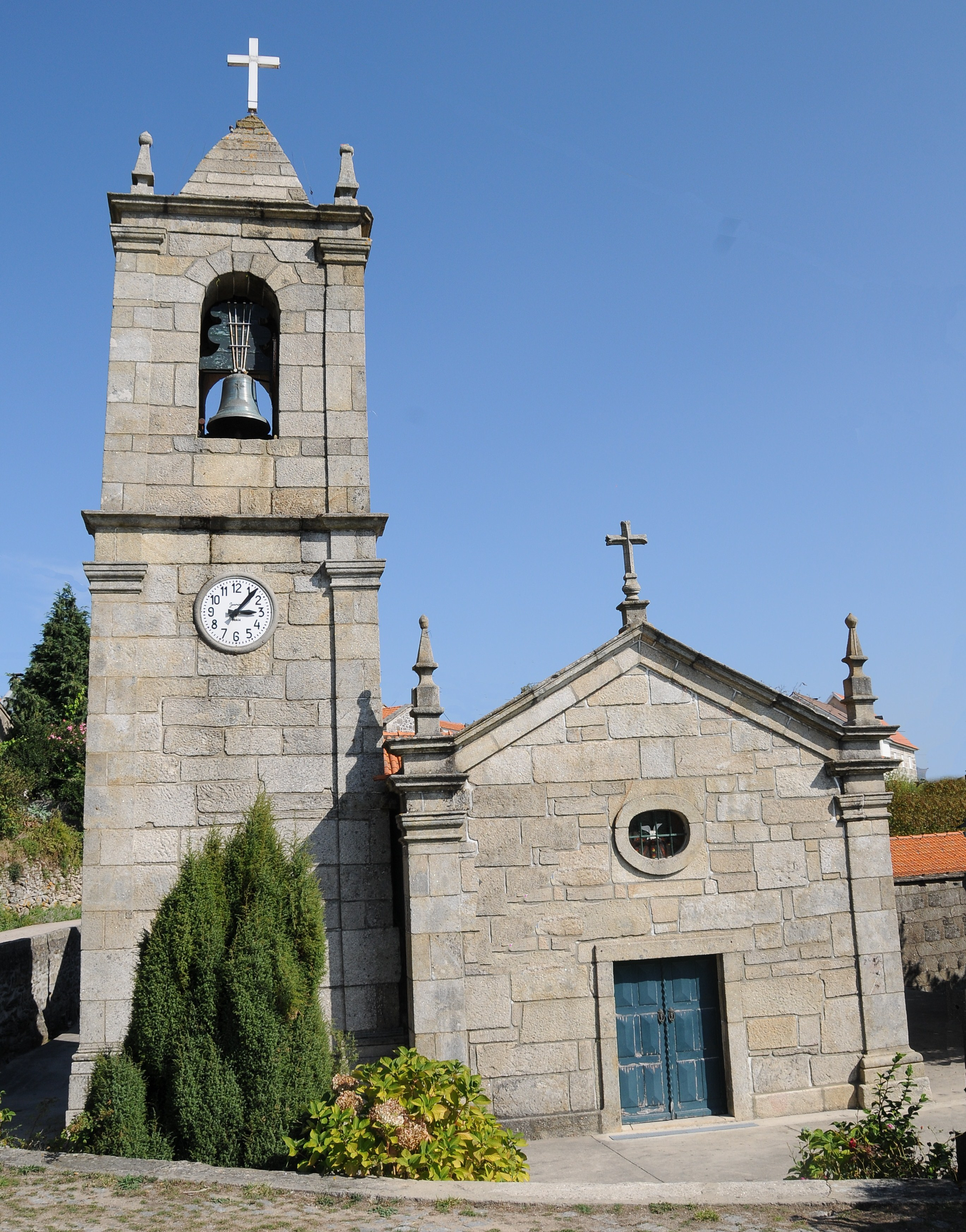
Església de Cousso